# اسکا پانک
اسکا پانک (به انگلیسی: Ska punk)، یک سبک موسیقی تلفیقی است که حاصل ترکیب دو سبک پانک راک و اسکا است. بر خلاف دیگر گونه‌های موسیقی پانک، سازهای برنجی به خصوص سازهای بوقی نظیر ترومپت، ترومبن و سازهای بادی چوبی نظیر ساکسوفون در این سبک استفاده می‌شود. مطرح شدن این سبک موسیقی با موج سوم اسکا در اواسط دههٔ نود میلادی مرتبط است.
قبل از شکل‌گیری اسکا پانک، بسیاری از گروه‌های اسکا و پانک راک در یک برنامه اجرا داشته‌اند. در اواخر دههٔ ۷۰ و اوایل دههٔ ۸۰، گروه‌هایی نظیر دِ کلش (The Clash) پانک و اسکا را در موسیقی خود تلفیق می‌کردند، اما در اصل بیشتر این گروه‌ها، گروه‌های پانکی بودند که برخی از مشخصه‌های اسکا را به ترانه‌هایشان اضافه می‌کردند.
در اواخر دههٔ ۸۰ و اوایل دههٔ ۹۰ بود که اسکا پانک به اوج محبوبیت خود رسید. از گروه‌هایی مطرح این دوران می‌توان به  سابلایم (Sublime)، فیش‌بون (Fishbone)، دٍ مایتی مایتی باستونز (the Mighty Mighty Bosstones) و  لس دن جیک (Less Than Jake) اشاره کرد.